# Richard Schlüter
Richard Schlüter (* 1943) ist ein deutscher römisch-katholischer Theologe.

## Leben
Von 1965 bis 1972 studierte Schlüter Philosophie, katholische Theologie und ökumenische Theologie in Frankfurt am Main, Tübingen und Münster. Von 1969 bis 1972 war er Stipendiat des Cusanuswerks und von 1972 bis 1973 Lektor für Theologie im Herder Verlag. Nach der Promotion 1973 zum Dr. theol. in Münster war er von 1973 bis 1985 wissenschaftlicher Assistent und Lehrbeauftragter im Fach Kath. Theologie an der Universität Paderborn, nebenamtlicher Religionslehrer an einer Haupt- und Fachoberschule, Erweiterungsstudium in Pädagogik und Religionspädagogik. Nach der Promotion 1982 zum Dr. phil. in Frankfurt am Main wurde er 1985 Professor für Praktische und Ökumenische Theologie in Siegen. Von 1988 bis 1997 war er Mitglied der Missio-Kommission der Erzdiözese Paderborn und von 1990 bis 1995 Mitglied und wissenschaftlicher Berater der Lehrplankommission für Kath. Religionslehre an Realschulen des Landes NRW. Von 1994 bis 1998 war er Vorsitzender der Arbeitsgemeinschaft Kath. Religionspädagogen an Universitäten des deutschsprachigen Raumes. Von 1995 bis 1998 amtierte er als Dekan des FB 1. Von 2000 bis 2003 war er stellv. Fachgutachter der DFG für das Fachgebiet Praktische Theologie/Religionspädagogik.
Seine Forschungsschwerpunkte sind interreligiöses und ökumenisches Lernen und praktisch-theologische Handlungsfelder für christliche Ökumene.

## Werke (Auswahl)
- Karl Barths Tauflehre. Ein interkonfessionelles Gespräch (= Konfessionskundliche und kontroverstheologische Studien. Band 83). Verlag Bonifacius-Druckerei, Paderborn 1973, ISBN 3-87088-096-1 (zugleich Dissertation, Münster 1972).
- Zwischen Konfessionalismus und Konfessionalität. Eine Studie zur Funktion und Modifikation des Konfessionsprinzips im Religionsunterricht heute (= Europäische Hochschulschriften. Reihe 23. Theologie. Band 204). Lang, Frankfurt am Main/Bern/New York 1983, ISBN 3-8204-7623-7 (zugleich Dissertation, Frankfurt am Main 1982).
- Ökumenisches Lernen in den Kirchen – Schritte in die gemeinsame Zukunft. Eine praktisch-theologische Grundlegung (= Religionspädagogische Perspektiven. Band 15). Verlag Die Blaue Eule, Essen 1992, ISBN 3-89206-457-1.
- Konfessioneller Religionsunterricht heute? Hintergründe – Kontroversen – Perspektiven. Wissenschaftliche Buchgesellschaft, Darmstadt 2000, ISBN 3-534-15001-5.